# Los Pepes
Los Pepes, acrônimo para Os Perseguidos por Pablo Escobar, foi um grupo de existência curta que operou na Colômbia, composto por pessoas que foram perseguidas pelo traficante de drogas Pablo Escobar. Eles levaram a cabo uma campanha onde mais de 300 aliados de Escobar foram executados de forma sumária, em uma perseguição que de uma forma geral só começou a declinar após a morte dele. Alguns observadores afirmam que alguns agentes da inteligência norte-americana e colombiana colaboraram com os membros de Los Pepes, principalmente através do fornecimento de informações, em troca da punição de Escobar.
O grupo Los Pepes foi fundado principalmente pelo Cartel de Cali e muitos de seus líderes tornaram-se os cabeças de uma aliança paramilitar nacional colombiana. Como sugere o nome, todos eles foram perseguidos por Escobar, embora alguns tenham sido somente traficantes rivais. Muitos dos membros iniciais tornaram-se posteriormente paramilitares que vêm sendo considerados responsáveis pela maioria das violações aos Direitos Humanos na Colômbia, incluindo tortura, estupro e morte de civis. O grupo matou, por exemplo, o treinador de cavalos e o filho de 18 anos de um dos advogados de Escobar.
O filme de Mark Bowden Matando Pablo enfatiza algumas operações do Los Pepes e mostra algumas das formas de cooperação e suporte que eles receberam da polícia nacional da Colômbia.
Na segunda temporada de Narcos da Netflix, toda essa onda de assassinatos fica evidente, inclusive com a morte do filho do advogado de Pablo Escobar, Fernando Duque e  Alex Ayres um personagem fictício, que enfatiza uma mistura de políticos e advogados que trabalharam para o traficante.